# ワイ川
ワイ川（ワイがわ、英: River Wye、ウェールズ語: Afon Gwy）はイギリスで5番目に長い川であり、その流れの一部はウェールズとイングランドの境界を成している。ワイ川は、自然保護とレクリエーションで著名である。

## 地名の由来
ワイ川のローマ名は Vaga といい、その語幹は「彷徨う」という意味の vagor から来ている。十分の一税地図には、ウィッチチャーチとチェプストウの両方に Vagas Field という地名が出てくる。現在のウェールズ名 "Gwy" は、古ウェールズ語の "Gwybiol" あるいは "Gwyr"（曲がりくねった一連の丘）から付けられたのかもしれない。

## 概要

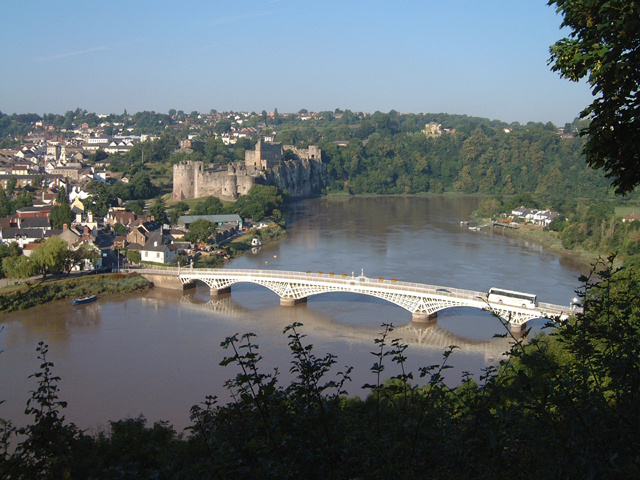
チェプストウを流れるワイ川。対岸にチェプストウ城、中央に見えるオールド・ワイ橋はモンマスシャー（左）とグロスタシャーを結ぶ。

ワイ川の源流は、ウェールズのプリンリモンの山地にある。そして上流から順に、ラアアデル、ビルス・ウェルス、ヘイ・オン・ワイ、ヘレフォード（ワイ川にある唯一のシティ）、ロス＝オン＝ワイ、シモンズ・ヤット、モンマス、ティンターンといった町や村を通り、チェプストウを過ぎたところでセヴァーン川河口に注ぐ。河畔には、ティンターン修道院などがある。総流路長は 215 キロメートル。
ワイ川はそれ自体が保全特別区として自然保護協会特別指定地区（英語: Site of Special Scientific Interest）(SSSI) の指定を受け、イギリスの自然保護で最も重要な河川の一つである。下流のワイ渓谷の大部分が特別自然景観地域（英語: Area of Outstanding Natural Beauty）(AONB)であるように、ワイ川は広く自然が保たれ、スコットランドを除けばイギリスで最もサケ漁に適した川とみなされてきた。しかし近年はサケの遡上が激減し、環境庁が2009年に行なった採集調査によると、ウェールズではディー川より下回り、最もサケがとれる川ではなくなった。同年のイングランドの調査では、タイン川、リブル川、ウェア川、ルーン川、エデン川のいずれよりも少ない。ワイ川での漁獲高は1967年の 7864 匹、1988年の 6401 匹から、2002年にはたった 357 匹まで減少した。春のサケの遡上を回復させようと設立されたワイ・アンド・アースク財団 (Wye and Usk Foundation) は、広域にわたる生息地の回復活動を行なっているものの、漁獲高の回復はなかなか進んでいない。少なくとも3年を海で過ごし、産卵のために戻ってくる大型の「春の」サケでワイ川は特に有名で、1月から6月の間に川に上るサケの中には 22.68 キログラム（50 ポンド）以上まで成長したものもある。最大のものは、1923年3月13日の記録 26.99 キログラムで、カウポンド・プール (バリンガム) でドリーン・デイヴィ嬢が長い格闘の末引き上げた。ワイ川から竿で吊り上げたサケで 22 キログラムを超えた直近の例は、1963年にドナルド・パリッシュが捕らえた 23.36 キログラムである。これらの大型の春サケは、過去20年から30年の間に事実上いなくなってしまった。
比較的、川の流れが緩く初心者に適することから、カヌー愛好家たちにも人気がある。ただしシモンズ・ヤットの急流は、上級者向け。ヘイから下流には一般航行権が適用される。ウォーキング・コースにはワイ・バレー・ウォークがあり、ワイ川に沿ってコーエド・ハフレンからチェプストウまで続き、道標がきちんと整備されている。
ワイ川のザ・ビブリンス近くから見晴らす風景は、ヘレフォードシャー、グロスタシャー、モンマスシャーの各カウンティが境を接する「スリー・カウンティーズ・ビュー」として知られる。レッドブルックから 26 キロメートル下流のチェプストウまで、川の流れがイングランドとウェールズの境界である。

## 支流
- ラグ川（英語版）
- アロー川
- エラン川
- デュラス川
- イルボン川
- マーテグ川
- モノウ川

- トロシー川
- イソン川
- スリンビ川（英語版）
- レットン・レイク川
- タレニグ川
- ビドノ川

## 歴史

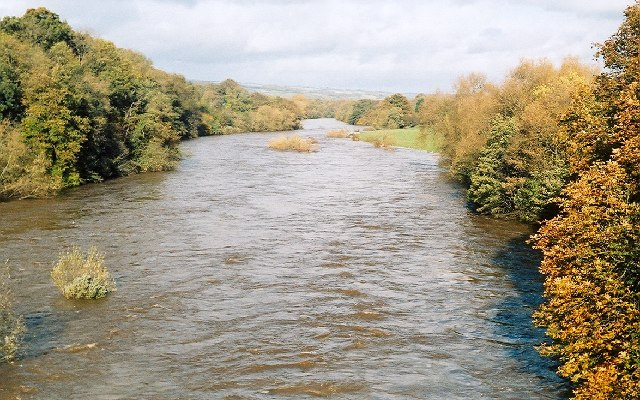
ヘイ・オン・ワイでのワイ川

古代ローマ人たちは、現在のチェプストウのすぐ上流にあたる地点に木と石からなる橋を作った。少なくとも14世紀はじめ以降現在まで、ワイ川はモンマスまで船で遡上可能になっている。1660年代はじめ、船が堰を越えられるようウィリアム・サンズによって閘門が作られ、遡上可能な地点がヘレフォードまで少し延びた。ヘレフォードシャー自治体考古学委員会 (Herefordshire Council Archaeology) によると、フラッシュ・ロックが使われていた。しかしこの仕組みは堅固さに難があることが分かったため、ワイ川とラグ川の水車場 (mill) を買い上げ取り壊すことをヘレフォードのカウンティに認める法律が、国会によって1696年に定められた。閘門と堰はみな取り壊されたが、グッドリッジ下流の精製炉にある新しい堰だけは1815年まで残された。この工事はカウンティの税で賄われた。ヘレフォードシャーではワイ川の堰が全て取り除かれたことにより、流れに乗って西の境を越え、少なくともヘイ・オン・ワイまで行けるようになった。馬による曳舟道が1808年に新しく作られたが、それはヘレフォードまでしか上らなかった。それ以前はセヴァーン川のように、平底荷船は人力で引かれていた。ラグ川を、ワイ川との合流地点モーディフォードからレオミンスターまで改良する工事が何度か行なわれたものの、ラグ川の航行は相変わらず難しかったようである。ワイ川は1850年代までは商船が行き来していたが、それ以降は鉄道が商業輸送を担うようになった。現在でも娯楽用の船は使われている。

## 航行とウォーター・スポーツ

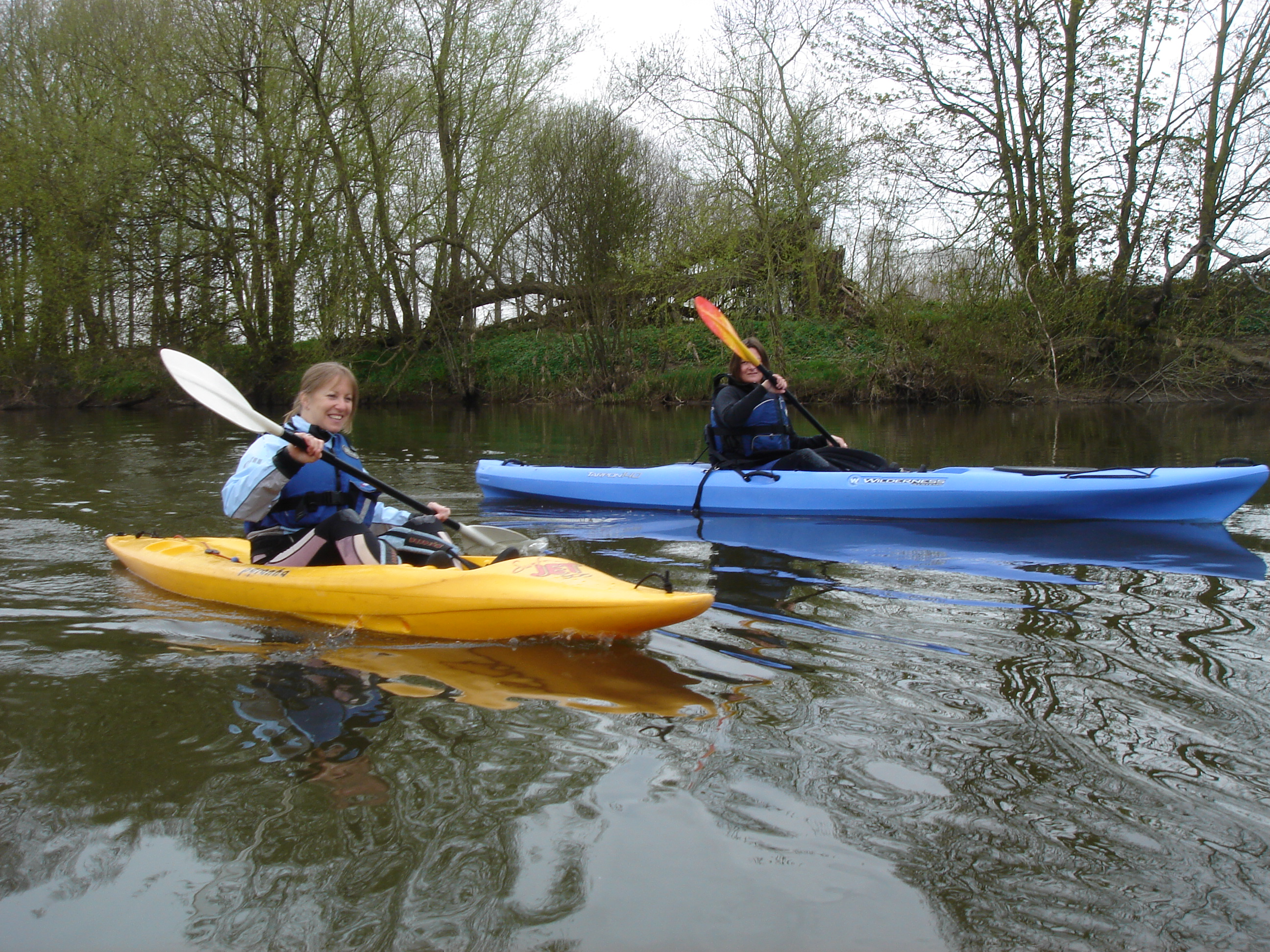
ヘイ・オン・ワイ近くでのカヤック漕ぎ

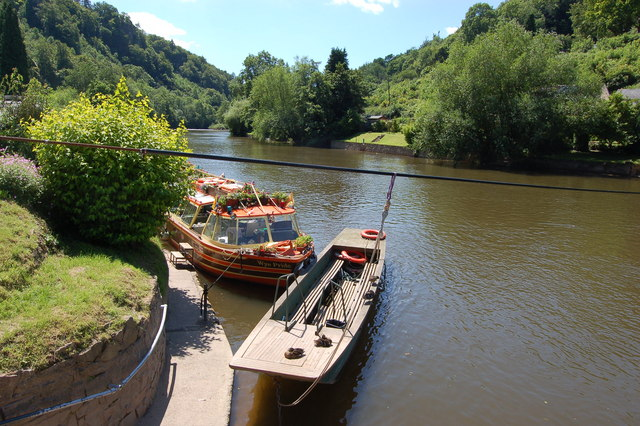
シモンズ・ヤットでの船便

川の航行管理は環境庁が行なっている。川の標準遡上限界 (Normal Tidal Limit, NTL) はビッグスウィアーであり、そこから下流はグロスター港湾管財会社 (Gloucester Harbour Trustees) の管轄である。
ワイ川はカヌー漕ぎとカヤック漕ぎに適している。なぜならグラスベリーからヘイ・オン・ワイを経由してヘレフォード・セヴァーン川に下るまでずっと、各人の技量に応じた各区間を無料で利用できるからだ。
川には様々なカヌーのレンタルや、ガイド付きツアーがあり、主だった地点にはキャンプ場も設けられている。シモンズ・ヤットは特に人気のある一連の急流であり、2003年にイギリス・カヌー連合 (British Canoe Union) が買い上げて、レクリエーション用に急流を維持・管理している。
ヘレフォード、ロス＝オン＝ワイ、モンマスにはそれぞれ漕艇クラブがある。ロス＝オン＝ワイとモンマスでは毎年レガッタが開催され、地元のクラブと共にあらゆるレベルの漕艇者・スカル漕者が参加している。

## 文学
ロマン派の詩人ウィリアム・ワーズワースは、1798年出版の『抒情民謡集（Lyrical Ballads）』に収めた有名な詩『ワイ川の岸辺を再訪した折、ティンタン僧院の数マイル上流で書いた詩章』において、ワイ川に対する頓呼法を使っている。

## 川の情景

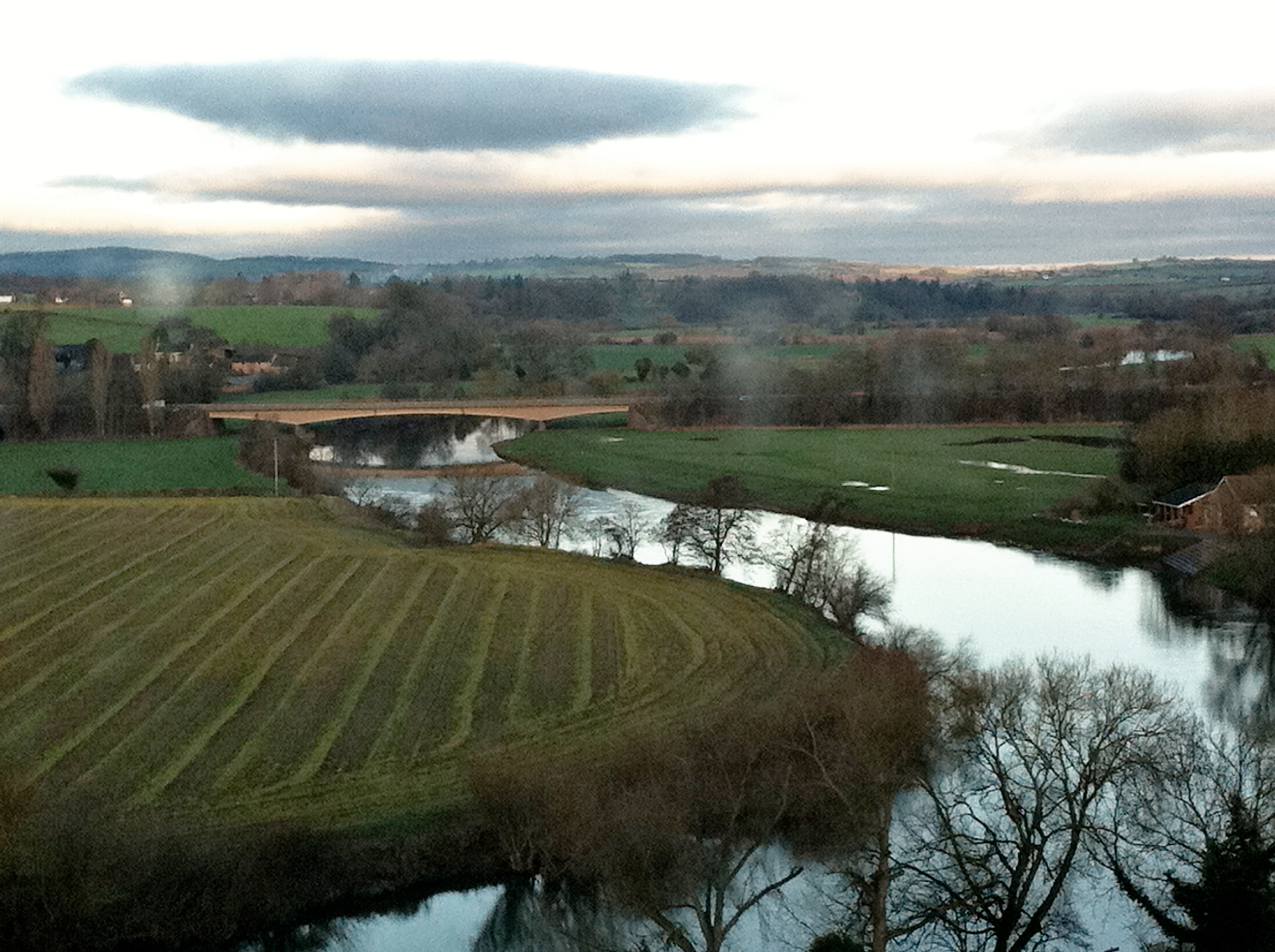
ロス＝オン＝ワイ（英語版）、ヘレフォードシャー
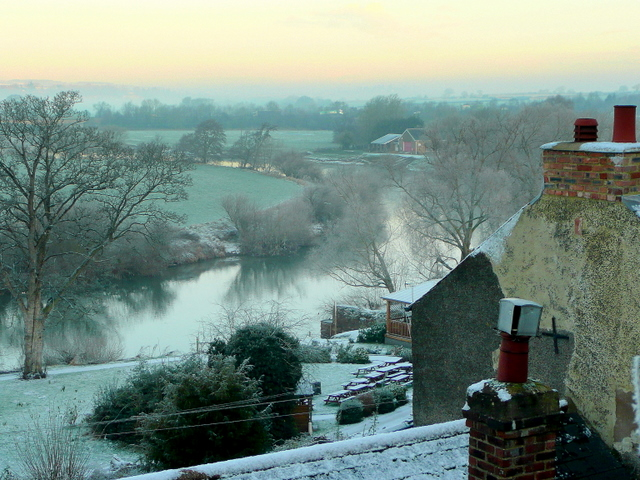
チェプストウ（英語版）
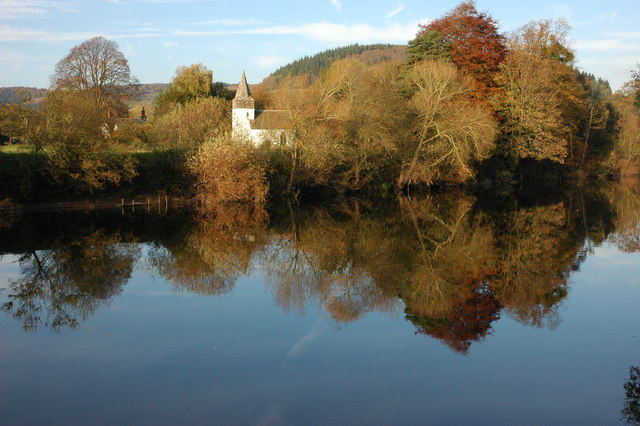
ディクストン（英語版）のサン・ピーターズ教会（英語版）
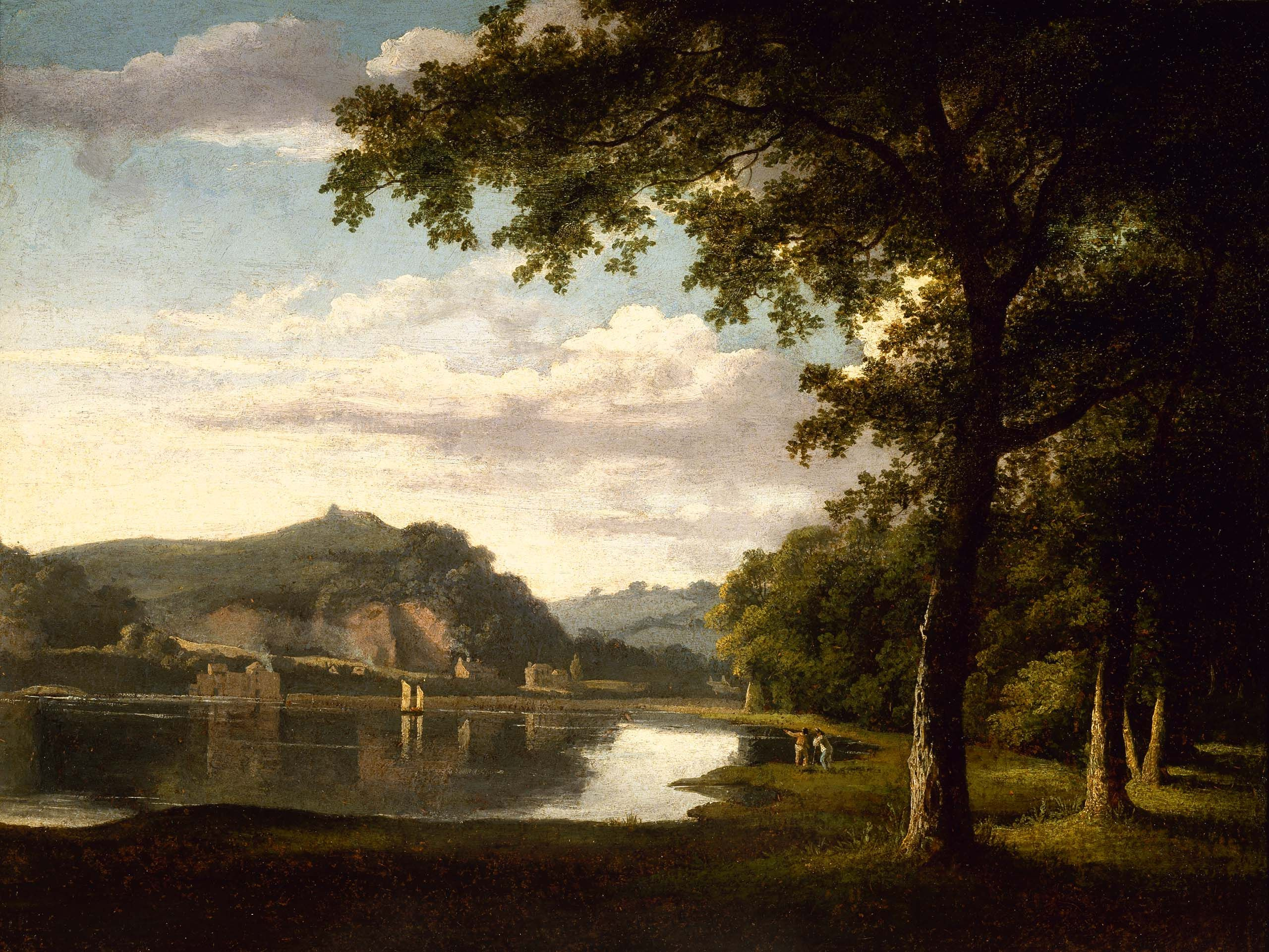
トマス・ジョーンズが描いたワイ川の風景
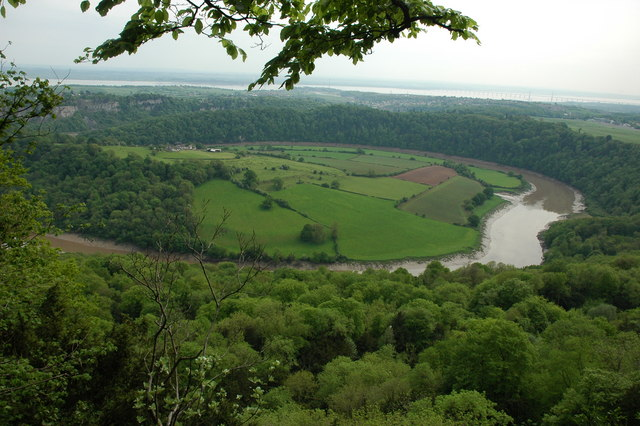
シモンズ・ヤット（英語版）のイーグルズ・ネスト

## 橋の情景

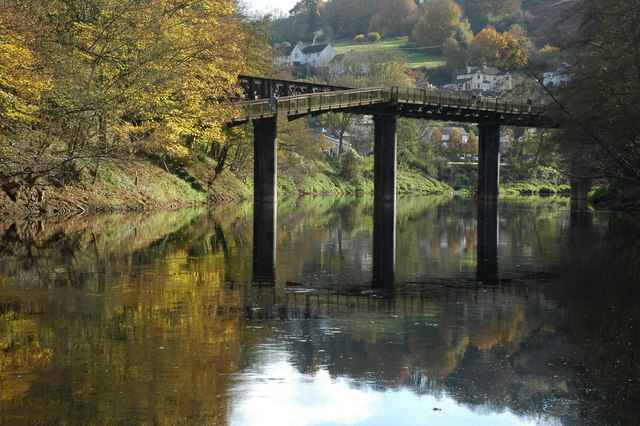
レッドブルックにある古い鉄道橋
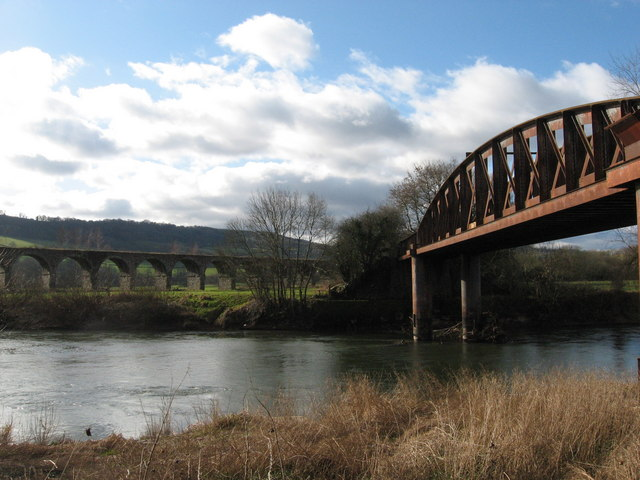
モンマスにあるモンマス高架橋（英語版）とデューク・オブ・ボーフォート橋
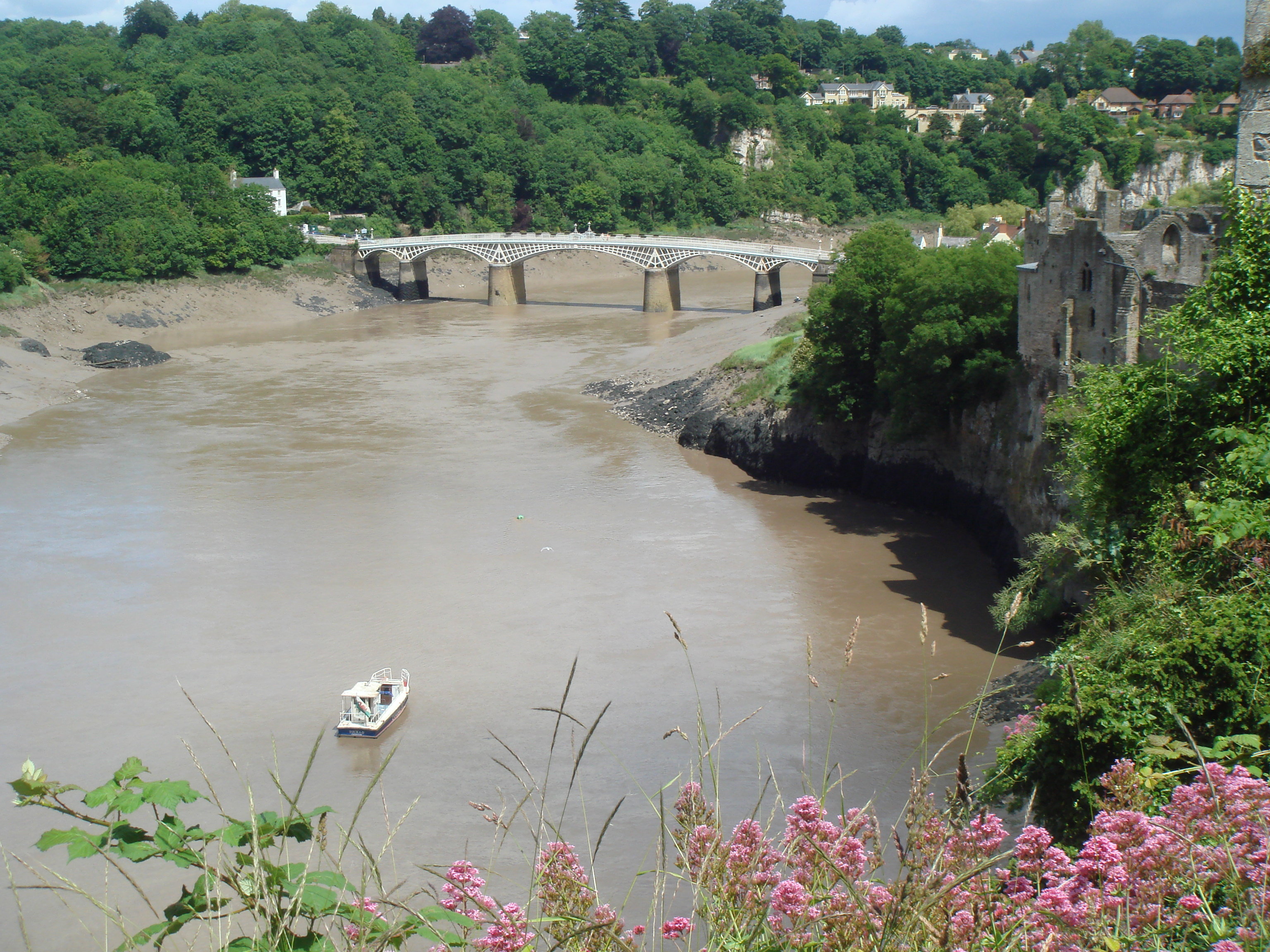
チェプストウ城（英語版）と橋
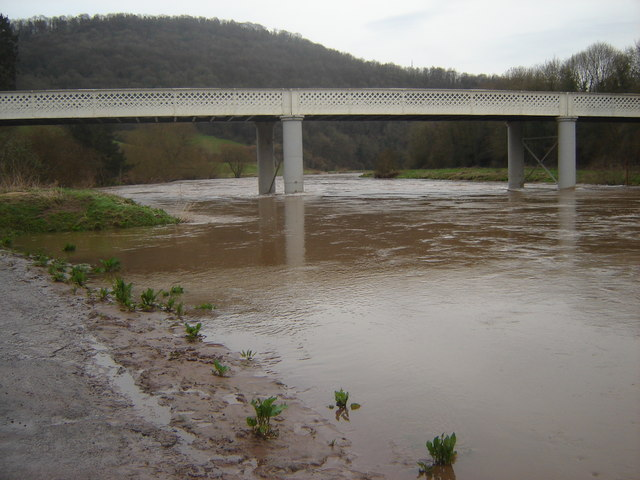
ブロックウィアー橋
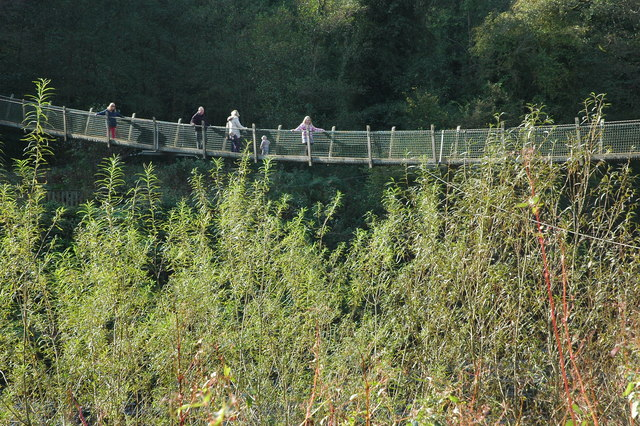
ビブリンス橋
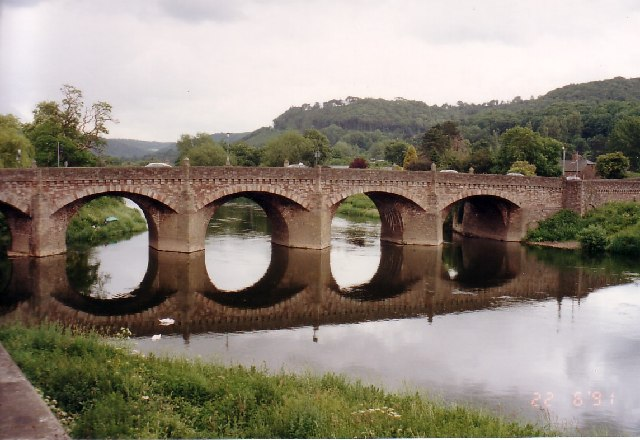
ワイ橋（英語版）
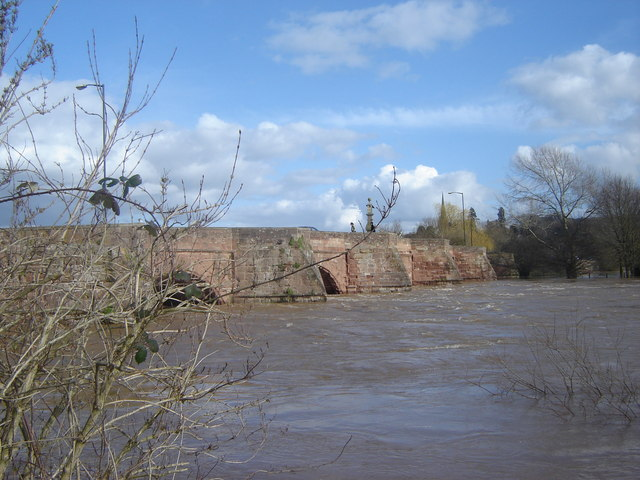
ロス＝オン＝ワイ（英語版）にあるウィルトン橋
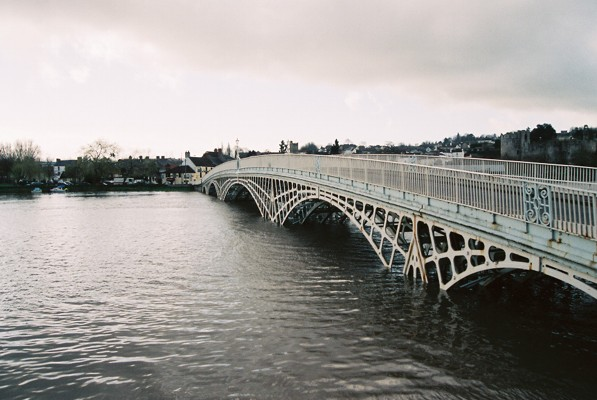
高潮時のチェプストウ橋
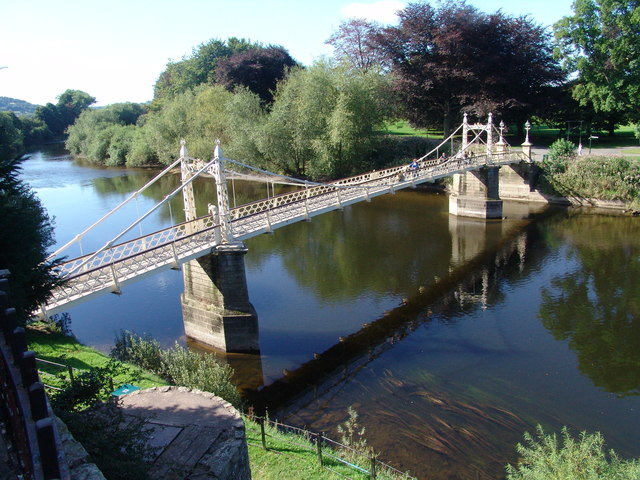
ヘレフォードのビクトリア橋
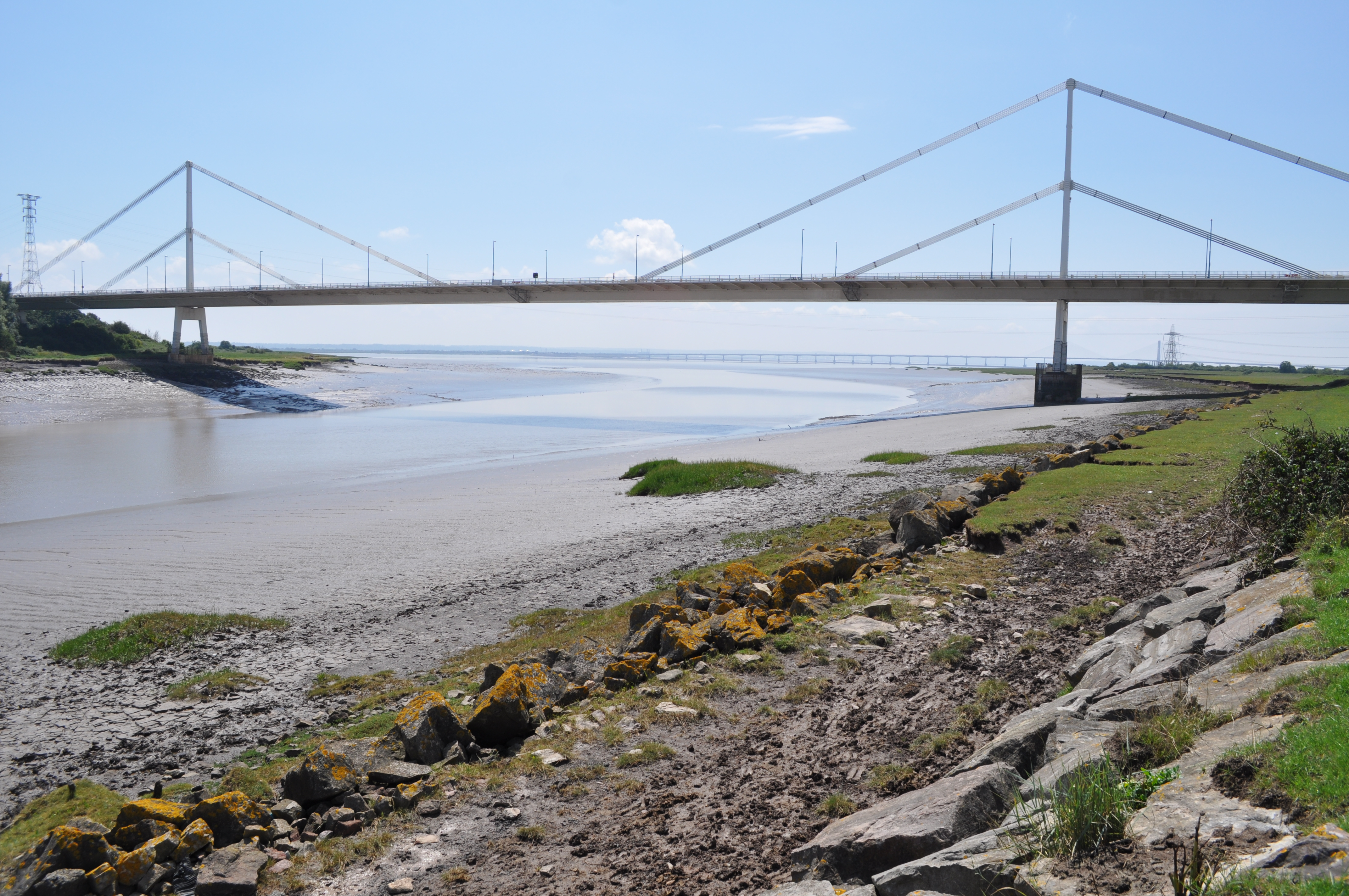
ワイ川の河口と、M48モーターウェイ（英語版）のワイ橋

## 関連文献
- I. Cohen, 'The non-tidal Wye and its navigation' Trans. Woolhope Nat. Fld. Club 34 (1955), 83-101;
- V. Stockinger, The Rivers Wye and Lugg Navigation: a documentary history 1555-1951 (Logaston Press 1996);
- P. King, 'The river Teme and other Midlands River Navigations' Journal of Railway and Canal Historical Society 35(50 (July 2006), 350-1.
- Chisholm, Hugh, ed. (1911). “Wye” . Encyclopædia Britannica (英語) (11th ed.). Cambridge University Press.